# Remulopygus anulatus
Remulopygus anulatus är en mångfotingart som först beskrevs av Carl Graf Attems.  Remulopygus anulatus ingår i släktet Remulopygus och familjen Harpagophoridae. Inga underarter finns listade i Catalogue of Life.